# Климова, Наталья Борисовна
Наталья Борисовна Климова (род. 1944) — советский и российский врач, бывший заместитель директора Федерального фонда обязательного медицинского страхования (ФФОМС). Генерал-майор медицинской службы в запасе (уволена в запас в 2009 году). Осуждена по делу о коррупции.

## Биография
Наталья Климова после службы на должности первого заместителя начальника военно-медицинского управления ФСБ России работала заместителем директора Федерального фонда обязательного медицинского страхования. Была второй женщиной-генералом в России и второй женщиной-генералом в органах госбезопасности. В ноябре 2006 года была арестована по подозрению во взяточничестве и нецелевом использовании бюджетных средств. В 2009 году была признана виновной в неоднократном получении взяток и приговорена к девяти годам колонии.
За разработку пептидного препарата имунофан и его практическое применение в патогенетической терапии была награждена премией правительства РФ в области науки и техники.

## Уголовный процесс
17 ноября 2006 года было арестовано руководство ФФОМС включая саму Климову. Климову и ещё несколько человек обвинили в получении взяток на сумму 27,7 млн рублей. Также Климовой предъявляли обвинение в даче взятки в размере 1,5 тысяч долларов бывшему инспектору Счётной палаты. Но обвинение сняли, так как адвокат доказал, что это был подарок.
Судили Наталью Климову в Мосгорсуде с участием коллегии присяжных по делу о «коррупции бывшего руководства Федерального фонда обязательного медицинского страхования». По версии следствия, «с апреля 2005 года руководство ФФОМС решило использовать сложившуюся с лекарствами ситуацию, чтобы брать взятки от руководства территориальных фондов и фармкомпаний за выделение из нормированного страхового запаса и страхового резерва субвенций».
«Оперативники установили факты получения взяток должностными лицами Фонда обязательного страхования. Деньги привозили руководители территориальных фондов, а также коммерческих и фармацевтических структур, которые участвуют в поставках медикаментов и оборудования»
В 2009 году была признана виновной в неоднократном получении взяток и суд назначил наказание 9 лет лишения свободы с отбыванием в колонии общего режима и со штрафом в размере 1 млн рублей и лишением права занимать определённые должности и заниматься определённой деятельностью в течение 3 лет. В январе 2010 года Верховный суд РФ оставил вынесенный приговор без изменений.

## Публикации
- Климова Н. Б., Зайцева А. Л., Бреев П. В. // Экономика и практика обязательного медицинского страхования. — 2002. — № 5. — С. 4—7